# Adwipliin
Adwipliin (Aduipliin), jedna od lokalnih skupina Alacaluf Indijanaca nastanjeno u rano kolonijalno doba u obalnim predjelima južnog Čilea, uz Mageljanov prolaz, na otoku Londonderry.
Adwipliini su bili kanu-Indijanci koje je živjelo od ribarenja i žetve morskih plodova. 
Jezik im zajedno sa srodnim jezicima enoo, leycheyel, yequinahue i caucahue pripada porodici Alacalufan, ili je dijalekt jezika alacaluf.
Ostaci su im nakon dolaska bijelaca asimilirani u susjedne grupe domorodaca ili su ušli u sastav mestičkog stanovništva. 